# Kabvumo
Kabvumo è un ward dello Zambia, parte della Provincia Orientale e del Distretto di Chadiza.